# Burmesische Badmintonmeisterschaft 1958
Die Burmesische Badmintonmeisterschaft 1958 fand in Rangun statt. Es war die zehnte Auflage der nationalen Titelkämpfe von Myanmar (Burma) im Badminton.

## Titelträger
| Disziplin    | Sieger                          |
| ------------ | ------------------------------- |
| Herreneinzel | Khin Maung Aye                  |
| Dameneinzel  | Ma Chin Chu                     |
| Herrendoppel | Khin Maung Aye Win Maung        |
| Damendoppel  | Terry Simon Si Si Aye           |
| Mixed        | Phillip Gaudoin Kyin Kyin Nyunt |